# Iswaeon anoka
Iswaeon anoka je druh jepice z čeledi Baetidae. Poprvé tento druh popsal Daggy v roce 1945.